# Gert Lozell
Gert Anders Lozell, född 31 oktober 1969, är en svensk serieskapare. 
Lozell har tecknat och skrivit 91:an Karlsson sedan 1987. Lozell har även bidragit med manusidéer till Krister Peterssons Uti vår hage samt tagit över dennes skapelse Vi å pappa. Han tecknade serien ZWONK! i nummer 1 2006 av Uti vår hage.
Lozells första publicerade serie var 91:an-serien "Ljust mörkat" i 91:an nr 17/1987.
Lozell arbetar även som illustratör, bland annat för olika korsordsförlag.